# Le Ballet du Québec
 (février 2020).
Le Ballet du Québec (anciennement Le Ballet de Québec) est une compagnie de danse classique inaugurée en 2005 par Christiane Bélanger afin d'instituer une compagnie de ballet classique dans la ville de Québec. Elle est issue de la réorganisation de la Compagnie Christiane-Bélanger créée par la chorégraphe en 2001.

## Historique
La Compagnie Christiane Bélanger, fondée par Christiane Bélanger en 2001, présente des spectacles de ballet contemporain dit « néo-classique. En 2005, le Ballet de Québec est fondé à partir de la Compagnie Christiane Bélanger ». L'organisme produit alors simultanément des spectacles de ballet (sous l'appellation « La Compagnie Christiane Bélanger ») et des ballets (sous l'appellation « Le Ballet de Québec »). Christiane Bélanger y tient les rôles de metteure en scène et de chorégraphe.
En 2008 débute la collaboration avec le scénariste français Dominique Martens et le compositeur québécois Dominic Laprise avec l'adaptation au ballet de leur spectacle Château dans les étoiles, qui prendront également part aux productions originales suivantes, Blanche-Neige et les Sept Nains (2010-2011) et La Belle au bois dormant (2012), auxquelles s'ajoutera également la collaboration du maître de ballet Jacques Marsaet d'Alexis Simonot,.
En 2009, la compagnie obtient ses emblèmes héraldiques,. Elle se spécialise dorénavant exclusivement en ballet classique.
En 2013, l'école Christiane Bélanger-Danse devient « l'école du Ballet de Québec » après avoir lancé son programme académique ballet-études de niveau collégial au Cégep Garneau.
Le 5 juillet 2017 est une date historique pour Le Ballet de Québec qui obtient sa reconnaissance de l’organisme provincial du Regroupement québécois de la danse après treize ans de débat par sa fondatrice Christiane Bélanger. Le Ballet de Québec est membre de l’organisme fédéral l’Assemblée canadienne de la danse depuis 2012. Christiane Bélanger et sa compagnie étaient membres en 2003 du Regroupement québécois de la danse, mais à la suite du changement de nom de celle-ci et de son virage classique exclusif, et alors même que l'Assemblée canadienne de la danse avait accepté le Ballet de Québec comme compagnie professionnelle dès le départ, les membres de la Table de la danse du Conseil de la culture Québec-Chaudières Appalaches, sous la direction de Marc Gourdeau, statuèrent que cette compagnie ne pouvait plus être professionnelle.
Les membres présents à l’Assemblée de cette table de la danse demandèrent aux membres du Ballet de Québec de trouver trois personnes du milieu du ballet classique au Québec et au Canada (Branislav Henselman étant alors président du conseil permanent des compagnies de ballet à l’Assemblée canadienne de la danse) prêtes à s'en porter garantes. Steve Huot, président de la Table de la danse à ce moment, exigea d'abord des lettres de pairs, pour ensuite refuser la candidature du Ballet de Québec malgré un dossier étoffé sous prétexte que ces pairs devaient être ceux ciblés par la Table de la danse, qui identifia par la suite les pairs dont elle exigeait l'engagement. Ces gens bénéficiant eux-mêmes tous de subventions, cette exigence les plaçait donc, ainsi que le Ballet de Québec, dans une situation délicate puisqu'on ne leur demandait pas simplement de donner leur appui à la reconnaissance professionnelle du Ballet de Québec, mais littéralement de s'en porter garants. Le Ballet de Québec a été refusé à trois reprises, deux fois sous la présidence de Steve Huot ainsi qu'une fois sous la direction d'Isabelle Gagnon, une danseuse contemporaine. Tout cela malgré les 32 lettres de pairs internationaux en ballet qui mentionnaient tous que le Ballet de Québec était un organisme professionnel qui faisait partie de l'Union des artistes du Québec et de l'Assemblée canadienne de la danse et du Conseil international de la danse.
Cela amena Christiane Bélanger, membre depuis 1996, à se retirer personnellement en 2016 du Conseil de la culture Québec-Chaudières Appalaches pour supporter Le Ballet de Québec. On avait auparavant décerné à Christiane Bélanger un prix du développement culturel, le prix François-Samson, en 2007. En 2016, les membres du conseil d’administration prirent également la décision de retirer du Conseil de la culture Québec-Chaudières-Appalaches l’École Christiane Bélanger-Danse devenue l'École du ballet de Québec, qui porte aujourd’hui le nom de L’École de Ballet du Québec, et qui est l’institution de formation en guise de solidarité au Ballet de Québec, maintenant nommé Le Ballet du Québec après une réorganisation territoriale avec laVille de Beaupré.
En décembre 2017, Marcel R. Tremblay, homme d'affaires accompli, homme politique fédéral du Québec ayant occupé de nombreux postes d'importance au Canada et à l'étranger et membre du Club Rotary de Québec impliqué dans de nombreux projets axés sur la jeunesse, se joint à l'équipe du Ballet de Québec et de l'École du Ballet de Québec en tant que bâtisseur afin de collaborer au développement, à la croissance et au rayonnement de l'institution. 
Le 25 novembre 2019, Le Ballet de Québec change de nom pour devenir le Ballet du Québec, maintenant partenaire de la ville de Beaupré, à la suite d'un élargissement de territoire. Celui-ci ne sera plus exclusif à la ville de Québec. Il en va de même pour L’École du Ballet de Québec qui devient l'École de ballet du Québec ainsi que La Société de ballet du Québec, également partenaire avec la Ville de Beaupré.

## Productions en ballet classique
Spectacles présentés par le Ballet de Québec depuis 2005:
- Cendrillon (2005) [9],[10]
- Alice au pays des merveilles (2006) [10]
- Le Seigneur des anneaux (2007) [10]
- Château dans les étoiles (2008-2009) [10],[2]
- Blanche-Neige et les sept nains (2010-2011) [2]
- La Belle au bois dormant (2012) [2],[3]
- Blanche-Neige et les sept nains (29 novembre 2016, supplémentaire le 12 février 2017)[11]
- La Belle au Bois dormant (11 mars 2018)

## Productions en ballet contemporain
Spectacles présentés par la Compagnie Christiane Bélanger de 2001 à 2008 :
- Non conforme (1re version, 2001)
- Non conforme (2e version, 2002[12])
- In Extremis (2003[12])
- Tierra-Tiens bon ! (2004)
- Les Sorcières de Salem (2005[10])
- Le fantôme de l'Opéra (2006[10])
- Glace humaine/Iceberg (2007[10])
- Arc-en-Miel (2008[10])

## Emblèmes héraldiques
En 2007, la compagnie demande des emblèmes héraldiques à l'Autorité héraldique du Canada
.
Armoiries et supports lui seront concédés le 20 février 2009
et décernés par docteur Claire Boudreau, héraut d'armes, lors d'une cérémonie tenue à Québec au Morrin Centre le 11 juin 2009
,
faisant du Ballet de Québec la première institution en danse au Canada à obtenir ses armoiries
,,.